# Camille Chevillard
Paul Alexandre Camille Chevillard (Parijs, 14 oktober 1859 – Chatou, 30 mei 1923 was een Frans componist en dirigent. Hij was officier in het Legioen van Eer. 
Zijn eerste muziekopleiding (pianolessen) kreeg hij van zijn vader, de cellist Alexandre Chevillard. Hij studeerde toen aan het Conservatorium van Antwerpen. Hij ging daarna studeren aan het Conservatoire national supérieur de musique et de danse de Paris. De dirigent Charles Lamoureux nam hem vervolgens op als zangdirigent voor zijn Concerts Lamoureux (1887). Hij viel diverse keren in voor Lamoureux, die leed aan oververmoeidheid als gevolg van suikerziekte. In 1888  trouwde hij met Marguerite Lamoureux. Camille Chevillard volgde Lamoureux dan ook op als leider van diens orkest (1900). Chevillard dirigeerde uitvoeringen van Pelléas et Mélisande  (1901) van Gabriel Fauré, Nocturnes (1901-1902) en La Mer (1905) van Claude Debussy en La valse (1920) van Maurice Ravel. In 1910 contracteerde hij de zangeres Spéranza Calo-Séailles en was in 1913 getuige bij haar huwelijk met ingenieur Jean Charles Séailles. Als dirigent liet hij zich, in tegenstelling tot eerdergenoemde werken, voorstaan op het Duitse en Russische romantische repertoire.  
Ondertussen bekleedde hij functies bij het eerdergenoemde conservatorium (1907, instrumentaal ensemble) en Opéra de Paris (directeur vanaf 1914). Onder zijn leerlingen bevinden zich Suzanne Chaignau, Clotilde Coulombe, Sophie Carmen Eckhardr-Gramatté, Yvonne Hubert, Eugeniusz Morawski-Dąbrowa en Robert Soetens. Hij was tevens oprichter van het Société de Fondation Beethoven (in het verlengde van zijn vader) met M.Hayot en Jos. Salmon.
De laatste jaren van zijn leven werd hij geplaagd door een oogziekte, die hem het werk op gegeven moment onmogelijk maakte.
Werklijst:
- opus 1: Pianokwintet in es mineur (1882)
- opus 3: Pianotrio (1884)
- opus 4: Vier stukken voor altviool (of viool) en piano (1887)
- opus 5: Theme et variations (piano)
- opus 6: Ballade symphonique (1889); ook uitgevoerd in Amsterdam, Rotterdam en Scheveningen.
- opus 7: Le chene et le roseau (symfonisch gedicht naar de fabel van Jean de La Fontaine, 1920)
- opus 8: Sonate voor viool en piano (pas in 1894 uitgegeven)
- opus 9: Etude chromatique
- opus 10: Fantaisie symphonique
- opus 11: Vier kleine stukken voor cello en piano (1893)
- opus 12: Attente voor mezzosopraan of bariton en piano
- opus 13: Chemins d’amour, poésie de Charles Fuster
- opus 14: Impromptu (piano)
- opus 15: Sonate voor cello en piano (1896)
- opus 16: Strijkkwartet (1897-1898) (In 1907 uitgevoerd in het Concertgebouw door het Parijsche Strijkkwartet (Hayot, Lucien André, J. Denayer en Jos. Salmon)
- opus 18: Allegro voor hoorn en piano
- opus 19: Zacharie (d’apres Michel-Ange) (voor piano
- Bewerking van het Wilhelmus voor een concert in 1890 in het Concertgebouw in Amsterdam door het Orchestre Lamoureux

- Biblioteca Nacional de España: XX1717666
- Bibliothèque nationale de France: cb139268246 (data)
- Gemeinsame Normdatei: 116498234
- International Standard Name Identifier: 0000 0000 7825 8950
- Library of Congress Control Number: n88023323
- Nationale Bibliotheek van Letland: 000328253
- Base Léonore: LH//525/16
- MusicBrainz: a2f0f23b-e0c4-4f0f-a705-e6481378fd18
- Nationale Bibliotheek van Tsjechië: xx0151315
- Nationale Bibliotheek van Israël: 987007286184405171
- Nederlandse Thesaurus van Auteursnamen: 095895248
- Istituto Centrale per il Catalogo Unico: MUSV015763
- SNAC: w6ft8z33
- Système universitaire de documentation: 082304432
- Virtual International Authority File: 7576613
- WorldCat: E39PBJw94BHRQXVphXX7ThrXh3